# محمد طه (كاتب)
الدكتور محمد طه، هو كاتب ومفكر وأستاذ واستشاري الطب نفسي المصري من مواليد مغاغة في محافظة المنيا. اشتهر بإصداراته العلمية المبسطة في الطب النفسي والعلاقات الإنسانية وغيرها من الموضوعات التي تساعد على فهم القارئ نفسه وتطوير وعيه وأدواته الشخصية، مما يساهم في تغيير حياته إلى الأفضل.

## السيرة الشخصية
درس محمد طه دراسته الأولية في المنيا وصلًا لمرحلة الثانوية العامة، حصل على المركز الأول في الثانوية في محافظة المنيا، التحق بكلية طب المنيا، وتخصص في الطب النفسي، ثم قام بتحضير الدكتوراة في الطب النفسي بإنجلترا، حصل على الزمالة الدولية في الطب النفسي من الكلية الملكية البريطانية للأطباء النفسيين، حضر ورقة بحثية عن المجتمع المصري من خلال تحليل الشعارات المكتوبة على الميكروباصات والتكاتك. وعلى عضوية الجمعية الأمريكية للعلاج النفسي الجمعي، وعلى عضوية الجمعية العالمية للطب النفسي الجمعي. يعمل أستاذًا مساعدًا للطب النفسي بكلية الطب جامعة المنيا، وأستاذ العلاج النفسي الجمعي بالجامعة الأمريكية بالقاهرة.عمل كنائب لرئيس الجمعية المصرية لللعلاج النفسي الجمعي في الفترة ما بين عامي 2014 و2016. قدم موسمين من برنامج التليفزيوني (الشيزلونج) مع الإعلامي عمرو عبد الحميد، تناول فيهما العديد من المفاهيم النفسية التي تهم الجمهور.
بدأت رحلة محمد طه مع الكتابة في الثانوية العامة. في تلك الفترة نشرت له جريدة الأهرام المسائي واحدة من كتب القصص القصيرة، تأثر بمصطفى محمود، فقام ببكتابة كتاب بخط اليد بعنوان فلسفة الحب، في عام 2014، بدأ محمد طه بالكتابة على صفحته الخاصة على الفيسبوك، ثم تعاقد مع دار تويا. كان يكتب بالكتابة العامية وكانت لدار النشر بعض التحفظ على كتابته، واقترحوا إقامة بعض التعديلات، لكن محمد طه أصر على الطريقة لانه ستصل إلى الناس، فوافق دار النشر وقاموا بالمخاطرة مع محمد طه، ونشروا كتاب «الخروج عن النص» عام 2016، احتل الكتاب قوائم الكتب الأكثر مبيعًا. ثم صدر «علاقات خطرة»، صدر لهذا الكتاب 20 طبعة حتي عام 2020. وفي عام 2019، صدر الكتاب الثالث «لأ بطعم الفلامنكو» عن دار الرواق للنشر والتوزيع، ودخل قائمة الكتب الأكثر مبيعًا في معرض القاهرة الدولي للكتاب الـ51. وفي 2021، صدر الكتاب الرابع «ذكر شرقي منقرض» عن دار الشروق. ويحتل الكتاب الآن قوائم الكتب الأكثر مبيعًا.

## مؤلفات
- الخروج عن النص، دار تويا للنشر والتوزيع، 147 صفحة، (ردمك 9789778520460)، 2016.[9]
- علاقات خطرة، دار تويا للنشر والتوزيع، 272 صفحة، (ردمك 9789776549180)، 2016.[10]

- لأ بطعم الفلامنكو، الرواق، 326 صفحة، (ردمك 9789778240481)، 2019.[11]

- ذكر شرقي منقرض، دار الشروق، 342 صفحة، (ردمك 9789770936788)، 2021.[12]
- الخروج عن النص من جديد، دار الشروق.